# Friedrich Stratmann
Friedrich Eduard Wilhelm Stratmann, auch Eduard Friedrich Stratmann (* 20. April 1875 in Schwarmstedt; † 16. September 1952 in Schwerin) war ein deutscher Landespolitiker in Mecklenburg.

## Leben
Friedrich Stratmann besuchte das Friedrich-Franz-Gymnasium (Parchim) und studierte in Heidelberg, Berlin und Rostock Rechtswissenschaft und Volkswirtschaft. Nach Studienreisen ins Ausland erfolgte 1901 seine Promotion. 1904 wurde er bei der mecklenburgischen Oberzolldirektion angestellt. In Dresden wurde er 1906 im sächsischen und in Köln 1907 im preußischen Verwaltungs- und Wirtschaftswesen ausgebildet. 1908 wurde er Regierungsrat und Vortragender Rat im Schweriner Finanzministerium.
Vom 11. bis 14. November 1918 war er als Mitglied der Nationalliberalen Partei Justizminister in der von Hugo Wendorff geführten Landesregierung. Im folgenden Jahr schied er aus dem mecklenburgischen Staatsdienst aus und war bis 1943 Direktor der Mecklenburgischen Hypotheken- und Wechselbank in Schwerin. 
In der Nachkriegszeit in Deutschland gehörte er unter der britischen Besatzung der Landesverwaltung Mecklenburgs an, die er von Mitte Mai bis 18. Juni 1945 auch leitete. 1945 trat er in die LDPD ein. Im folgenden Jahr wurde er Mitglied des Landtags Mecklenburg-Vorpommern und stellvertretender Vorsitzender der LDPD-Fraktion. Gleichzeitig war er Abgeordneter der Schweriner Stadtvertretung. Nach der Verhaftung von Paul Friedrich Scheffler im November 1947 übernahm er den Fraktionsvorsitz im Landtag.
Von 1946 bis 1952 war er Präsident der IV. Ordentlichen Landessynode der Landeskirche Mecklenburgs.

## Werke
- Eduard Stratmann: Von der Vollziehung der Wandelung und Minderung nach dem Rechte des Bürgerlichen Gesetzbuches. Krohn, Lübz 1901 (Rostock, Univ., Iur. Diss., 1901).
- Eduard Stratmann: Mecklenburgische Kriegswirtschaft. In: Mecklenburg im Kriege. Der Heimat und ihren Kämpfern. Mecklenburgische Zeitung, Schwerin 1918, S. 229–231.